# Albert Borzenkov
Albert Valentinovitch Borzenkov (en russe : Альберт Валентинович Борзенков) est un footballeur international et entraîneur de football russe né le 3 janvier 1973 à Koursk.

## Biographie
Natif de Koursk, Albert Borzenkov effectue sa formation de footballeur au sein du centre de formation de l'école locale de l'Avangard Koursk, dont il intègre l'équipe première en 1990 et avec qui il fait ses débuts professionnels la même année en quatrième division soviétique à l'âge de 17 ans. Peu utilisé l'année suivante, il part en 1992 au Droujba Boudionnovsk où il est régulièrement titularisé dans la troisième division russe avant de découvrir dès l'année suivante la première division avec le Dinamo Stavropol.
Après trois saisons dans ce dernier club, il est transféré en début d'année 1996 au Rotor Volgograd, avec qui il dispute ses premières rencontres européennes à l'été suivant dans le cadre de la Coupe Intertoto avant de disputer la Coupe UEFA en 1997 et 1998. De passage en deux temps entre 1996 et 1999 puis de 2001 à 2002, Borzenkov cumule en tout 180 matchs joués avec le Rotor pour cinq buts marqués, son premier passage étant par ailleurs marqué par sa seule et unique sélection avec la Russie de Boris Ignatiev le 30 mai 1998 à l'occasion d'un match amical contre la Géorgie. Ces deux passages sont séparés par une pige d'une année au Sokol Saratov en 2000, avec qui il remporte la deuxième division..
Quittant définitivement Volgograd à l'issue de la saison 2002, il fait son retour au Sokol Saratov entre 2003 et 2004 avant de rejoindre le Tom Tomsk, avec qui il passe ses dernières années dans l'élite en 2005 et 2006. Il rejoint le Chinnik Iaroslavl pour la fin de saison 2006 mais ne dispute aucun match avec cette équipe. Il fait ensuite son retour dans sa ville natale de Koursk avec l'Avangard pour le début de la saison 2007 avant de partir pour le Sibir Novossibirsk à l'été. Retournant à Koursk dès l'année suivante, il y évolue entre la troisième et la deuxième division jusqu'en 2010 avant de mettre un terme à sa carrière professionnelle sous les couleurs du Dinamo Kostroma en 2011, à l'âge de 38 ans.
Après sa fin de carrière, Borzenkov devient adjoint au Dinamo Kostroma puis au FK Dolgoproudny, où il entraîne notamment l'équipe réserve entre 2012 et 2013, avant de passer au Fakel Voronej en 2014 et à l'Avangard Koursk l'année suivante. Il est entraîneur principal du Tchaïka Pestchanokopskoïe, équipe de troisième division, entre février et novembre 2016 avant de retourner brièvement à Koursk en tant qu'adjoint d'Igor Beliaïev entre juillet et septembre 2017.

## Statistiques
| Saison                | Club                  | Championnat           | Championnat | Championnat | Coupe(s) nationale(s) | Coupe(s) nationale(s) | Compétition(s) continentale(s) | Compétition(s) continentale(s) | Compétition(s) continentale(s) | Total | Total |
| Saison                | Club                  | Division              | M.          | B.          | M.                    | B.                    | Comp.                          | M.                             | B.                             | M.    | B.    |
| 1990                  | Avangard Koursk       | D4                    | 1           | 0           | -                     | -                     | -                              | -                              | -                              | 1     | 0     |
| 1991                  | Avangard Koursk       | D4                    | 7           | 0           | -                     | -                     | -                              | -                              | -                              | 7     | 0     |
| 1992                  | Droujba Boudionnovsk  | D3                    | 34          | 6           | -                     | -                     | -                              | -                              | -                              | 34    | 6     |
| Sous-total            | Sous-total            | Sous-total            | 42          | 6           | -                     | -                     | -                              | -                              | -                              | 42    | 6     |
| 1993                  | Dinamo Stavropol      | D1                    | 25          | 0           | -                     | -                     | -                              | -                              | -                              | 25    | 0     |
| 1994                  | Dinamo Stavropol      | D1                    | 22          | 1           | 2                     | 0                     | -                              | -                              | -                              | 24    | 1     |
| 1995                  | Dinamo Stavropol      | D2                    | 36          | 4           | 1                     | 0                     | -                              | -                              | -                              | 37    | 4     |
| Sous-total            | Sous-total            | Sous-total            | 83          | 5           | 3                     | 0                     | -                              | -                              | -                              | 86    | 5     |
| 1996                  | Rotor Volgograd       | D1                    | 33          | 0           | 2                     | 0                     | CI                             | 8                              | 0                              | 43    | 0     |
| 1997                  | Rotor Volgograd       | D1                    | 15          | 0           | 2                     | 0                     | C3                             | 3                              | 0                              | 20    | 0     |
| 1998                  | Rotor Volgograd       | D1                    | 29          | 0           | 4                     | 0                     | C3                             | 2                              | 0                              | 35    | 0     |
| 1999                  | Rotor Volgograd       | D1                    | 26          | 1           | 3                     | 0                     | -                              | -                              | -                              | 29    | 1     |
| 2000                  | Rotor Volgograd       | D1                    | 1           | 0           | 1                     | 0                     | -                              | -                              | -                              | 2     | 0     |
| Sous-total            | Sous-total            | Sous-total            | 104         | 1           | 12                    | 0                     | -                              | 13                             | 0                              | 129   | 1     |
| 2000                  | Sokol Saratov         | D2                    | 33          | 2           | 1                     | 0                     | -                              | -                              | -                              | 34    | 2     |
| 2001                  | Rotor Volgograd       | D1                    | 29          | 2           | 1                     | 0                     | -                              | -                              | -                              | 30    | 2     |
| 2002                  | Rotor Volgograd       | D1                    | 30          | 2           | 1                     | 0                     | -                              | -                              | -                              | 31    | 2     |
| 2003                  | Sokol Saratov         | D2                    | 37          | 3           | 2                     | 0                     | -                              | -                              | -                              | 39    | 3     |
| 2004                  | Sokol Saratov         | D2                    | 40          | 3           | 1                     | 0                     | -                              | -                              | -                              | 41    | 3     |
| 2005                  | Tom Tomsk             | D1                    | 29          | 1           | -                     | -                     | -                              | -                              | -                              | 29    | 1     |
| 2006                  | Tom Tomsk             | D1                    | 4           | 0           | -                     | -                     | -                              | -                              | -                              | 4     | 0     |
| 2006                  | Chinnik Iaroslavl     | D1                    | -           | -           | -                     | -                     | -                              | -                              | -                              | 0     | 0     |
| 2007                  | Avangard Koursk       | D2                    | 20          | 0           | 2                     | 0                     | -                              | -                              | -                              | 22    | 0     |
| 2007                  | Sibir Novossibirsk    | D2                    | 11          | 0           | -                     | -                     | -                              | -                              | -                              | 11    | 0     |
| Sous-total            | Sous-total            | Sous-total            | 233         | 13          | 8                     | 0                     | -                              | -                              | -                              | 241   | 13    |
| 2008                  | Avangard Koursk       | D3                    | 14          | 0           | -                     | -                     | -                              | -                              | -                              | 14    | 0     |
| 2009                  | Avangard Koursk       | D3                    | 29          | 1           | 4                     | 0                     | -                              | -                              | -                              | 33    | 1     |
| 2010                  | Avangard Koursk       | D2                    | 23          | 0           | 1                     | 1                     | -                              | -                              | -                              | 24    | 1     |
| Sous-total            | Sous-total            | Sous-total            | 66          | 1           | 5                     | 1                     | -                              | -                              | -                              | 71    | 2     |
| 2011-2012             | Dinamo Kostroma       | D3                    | 33          | 1           | 1                     | 0                     | -                              | -                              | -                              | 34    | 1     |
| 2013-2014             | FK Dolgoproudny-2     | D4                    | 9           | 0           | -                     | -                     | -                              | -                              | -                              | 9     | 0     |
| Sous-total            | Sous-total            | Sous-total            | 42          | 1           | 1                     | 0                     | -                              | -                              | -                              | 43    | 1     |
| Total sur la carrière | Total sur la carrière | Total sur la carrière | 570         | 27          | 29                    | 1                     | -                              | 13                             | 0                              | 612   | 28    |

## Palmarès
Sokol Saratov
- Champion de Russie de deuxième division en 2000.